# Johannes Rotter
Johannes Rotter  (* 6. Juni 1960 in Dortmund) ist ein deutscher Schauspieler und Drehbuchautor.

## Leben und Werk
In Dortmund beendete Rotter 1980 seine Schulausbildung am Max-Planck-Gymnasium mit dem Abitur. Er studierte Regie bei Götz Friedrich an der Hochschule für Musik und Theater Hamburg. Seit 1994 arbeitet er selbständig als Drehbuchautor und Schauspieler. Seitdem verfasste er mehr als 50 Drehbücher für Fernsehserien (u. a. Der Fahnder, Ein Fall für Zwei), -reihen (Tatort) sowie Fernseh- und Spielfilme (u. a. Kehrtwende, Crescendo). Besonders bekannt wurde er als Darsteller in den Serien Alles Atze, Der kleine Mönch und Was nicht passt, wird passend gemacht. Das nach seinem Drehbuch entstandene Fernsehdrama Kehrtwende wurde mehrfach ausgezeichnet.

## Filmografie (Auswahl)

### Als Darsteller
- 2000–2003: Alles Atze (Fernsehserie)
- 2002–2003: Der kleine Mönch (Fernsehserie)
- 2002: Was nicht passt, wird passend gemacht
- 2002: Tatort: Der dunkle Fleck
- 2002: Wilsberg und der Tote im Beichtstuhl (Fernsehserie)
- 2003–2007: Was nicht passt, wird passend gemacht (Fernsehserie)
- 2005: Pastewka (Fernsehserie), Episode „Die Preisverleihung“
- 2009: Die Nonne und der Kommissar – Todesengel
- 2011: Arschkalt
- 2012: Pommes essen
- 2012: Tatort: Das Wunder von Wolbeck
- 2012: Tatort: Scheinwelten
- 2013: Tessa Hennig: Mutti steigt aus
- 2014: Brezeln für den Pott
- 2015: Matterns Revier
- 2016: Der Alte – Folge 403: Paradiesvogel

### Als Drehbuchautor
- 1997: Ärzte – Vollnarkose
- 2011: Kehrtwende
- 2012: Tatort: Scheinwelten
- 2013: Bloch – Das Labyrinth
- 2015: Matterns Revier
- 2016: Wir sind die Rosinskis
- 2018: Tatort: Mitgehangen
- 2019: Ein starkes Team – Erntedank
- 2019: Crescendo
- 2020: Tatort: Kein Mitleid, keine Gnade
- 2020: Unter anderen Umständen: Lügen und Geheimnisse
- 2022: Mord mit Aussicht (Fernsehserie, 4. Staffel)
- 2022: McLenBurger – 100% Heimat

## Auszeichnungen
- 2003 Deutscher Fernsehpreis für Alles Atze (Beste Sitcom)
- 2003 Deutscher Comedypreis für Alles Atze (Beste Serie)
- 2012 Robert-Geisendörfer-Preis für Kehrtwende
- 2012 Marler Medienpreis Menschenrechte für Kehrtwende
- 2012 Nominierung Goldene Kamera für Kehrtwende (Bester Film)
- 2012 Nominierung Grimme-Preis für Kehrtwende (Bester Film)
- 2012 Nominierung Prix d' Europe für Kehrtwende (Bester Film)